# Vernon Dobtcheff
Vernon Alexandre Dobtcheff, född 14 augusti 1934 i Nîmes, Occitanien, är en fransk-brittisk skådespelare.

## Roller i urval
- 1967 – Helgonet (TV-serie) (1 avsnitt)
- 1967 – Så tuktas en argbigga
- 1968 – Slutpunkt Berlin
- 1970 – De tusen dagarnas drottning
- 1971 – Spelman på taket
- 1972 – Canterbury Tales
- 1973 – Schakalen
- 1974 – India Song
- 1974 – Mordet på Orientexpressen
- 1974 – Profumo di donna
- 1975 – The Sweeney (TV-serie) (1 avsnitt)
- 1977 – Älskade spion
- 1978 – Förintelsen (TV-serie) (2 avsnitt)
- 1981 – Påhittige Schulz (TV-serie) (1 avsnitt)
- 1982 – Natten i Varennes
- 1986 – Caravaggio
- 1986 – Rosens namn
- 1987 – Krigets skördar (TV-serie) (3 avsnitt)
- 1988 – Krig och hågkomst (TV-serie) (1 avsnitt)
- 1989 – Indiana Jones och det sista korståget
- 1989 – Tills vi möts igen (miniserie) (2 avsnitt)
- 1994 – Poirot (TV-serie) (1 avsnitt)
- 1995 – Katharina den stora
- 1996 – Jude
- 1996 – Min älskade Picasso
- 1997 – Ringaren i Notre Dame (TV-film)
- 1998 – Hilary & Jackie
- 2004 – Bara en dag
- 2004 – Evilenko
- 2006 – Priceless
- 2011–2013 – The Borgias (TV-serie) (18 avsnitt)
- 2012 – Zarafa
- 2013 – Den stora skönheten
- 2017 – The Man with the Iron Heart
- 2021 – The Witcher (TV-serie) (1 avsnitt)